# (5680) Nasmyth
(5680) Nasmyth es un asteroide perteneciente al cinturón de asteroides descubierto el 30 de diciembre de 1989 por Robert H. McNaught desde el Observatorio de Siding Spring, Nueva Gales del Sur, Australia.

## Designación y nombre
Designado provisionalmente como 1989 YZ1. Fue nombrado Nasmyth en homenaje a James Hall Nasmyth, ingeniero y astrónomo escocés, famoso por su invención del martillo de vapor. Más adelante, hizo un telescopio reflector de 20 pulgadas, desarrolló el foco fijo 'Nasmyth' y estudió la Luna, publicando un libro de fotografías 'lunares' basadas en modelos hechos a partir de sus observaciones.

## Características orbitales
Nasmyth está situado a una distancia media del Sol de 3,163 ua, pudiendo alejarse hasta 3,638 ua y acercarse hasta 2,689 ua. Su excentricidad es 0,149 y la inclinación orbital 1,645 grados. Emplea 2055,29 días en completar una órbita alrededor del Sol.

## Características físicas
La magnitud absoluta de Nasmyth es 12,7. 